# Statue équestre de Louis XIV (Versailles)
Pour les articles homonymes, voir Statue équestre de Louis XIV.
La statue équestre de Louis XIV est une statue équestre en bronze représentant le roi de France, Louis XIV, située sur la place d'Armes devant le château de Versailles. Jusqu'en 2008-2009, elle se trouvait dans la cour d'Honneur.

## Historique
Cette statue a été dessinée par Pierre Cartellier. À sa mort en 1831, seul le cheval — initialement dessiné pour une statue équestre de Louis XV commandée en 1816 par Louis XVIII pour la place de la Concorde à Paris et qui finalement ne sera pas réalisée — était achevé. Le cavalier est l'œuvre de Louis Petitot, gendre de Cartelier. Le tout est fondu en bronze par Charles Crozatier en 1838. Les proportions des statues du cheval et du roi sont légèrement différentes.
Érigée d'abord dans la cour d'Honneur du château de Versailles, elle a été démontée en février 2006 à l'occasion de la reconstruction de la grille royale de cette cour. La restauration d'un coût de 500 000 euros a été réalisée par la Fonderie de Coubertin. Elle a été remontée le 21 avril 2009 sur la place d'Armes du château de Versailles, c'est-à-dire directement devant le château. Ce nouvel emplacement lui permet d'être mieux visible depuis l'avenue de Paris. 
Il existe également à Versailles une autre statue équestre, en marbre, commandée par Louis XIV en 1671 au sculpteur et architecte Gian Lorenzo Bernini. Le roi s'en étant désintéressé, elle est placée depuis à l'arrière-plan de la pièce d'eau des Suisses.
Ailleurs en France, il existe d'autres statues équestres dédiées au roi Louis XIV, comme la celle de la place des Victoires à Paris, celle de la place Bellecour à Lyon et celle sur la promenade du Peyrou à Montpellier.

## Galerie

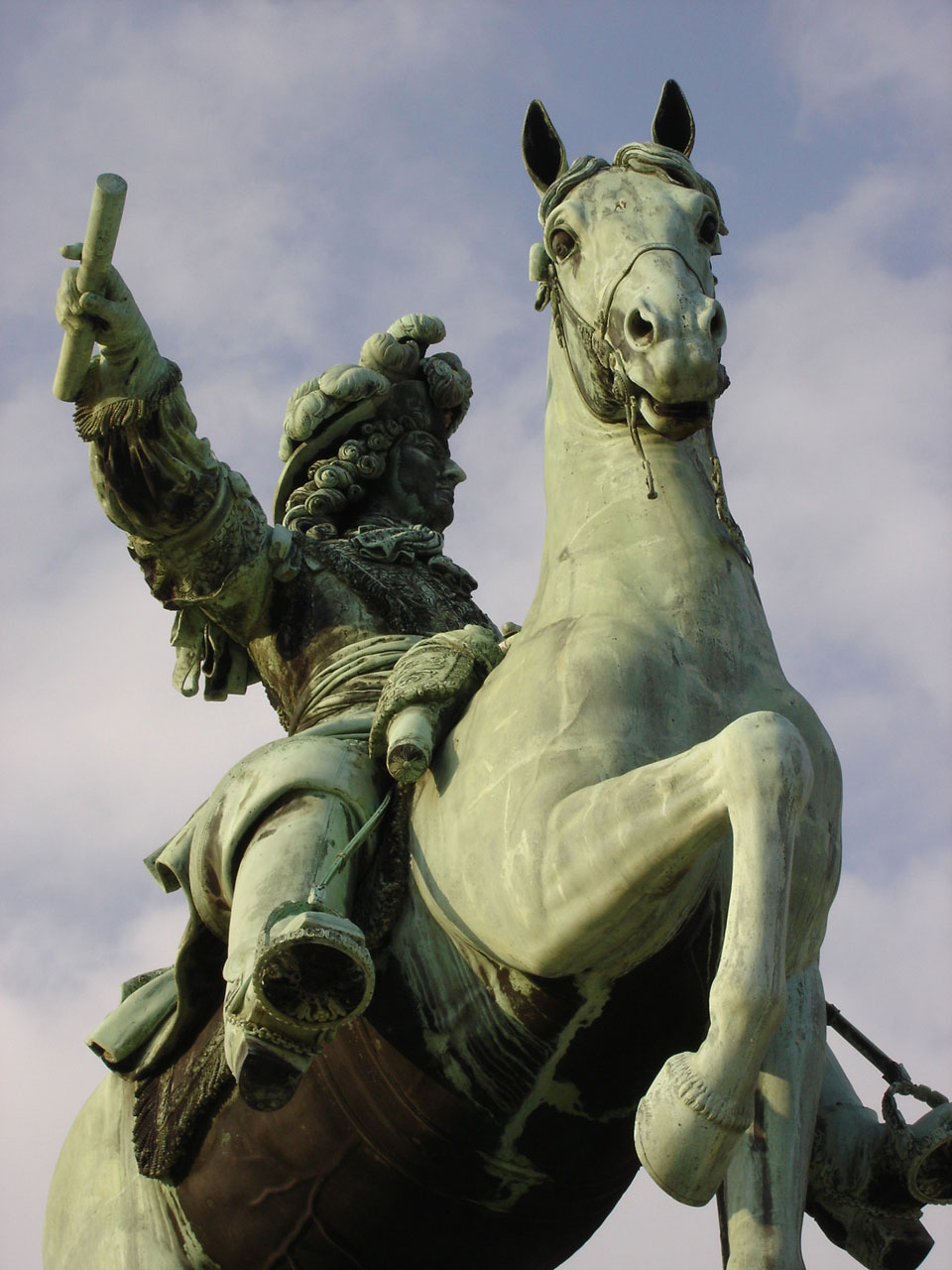
Gros-plan sur la statue.
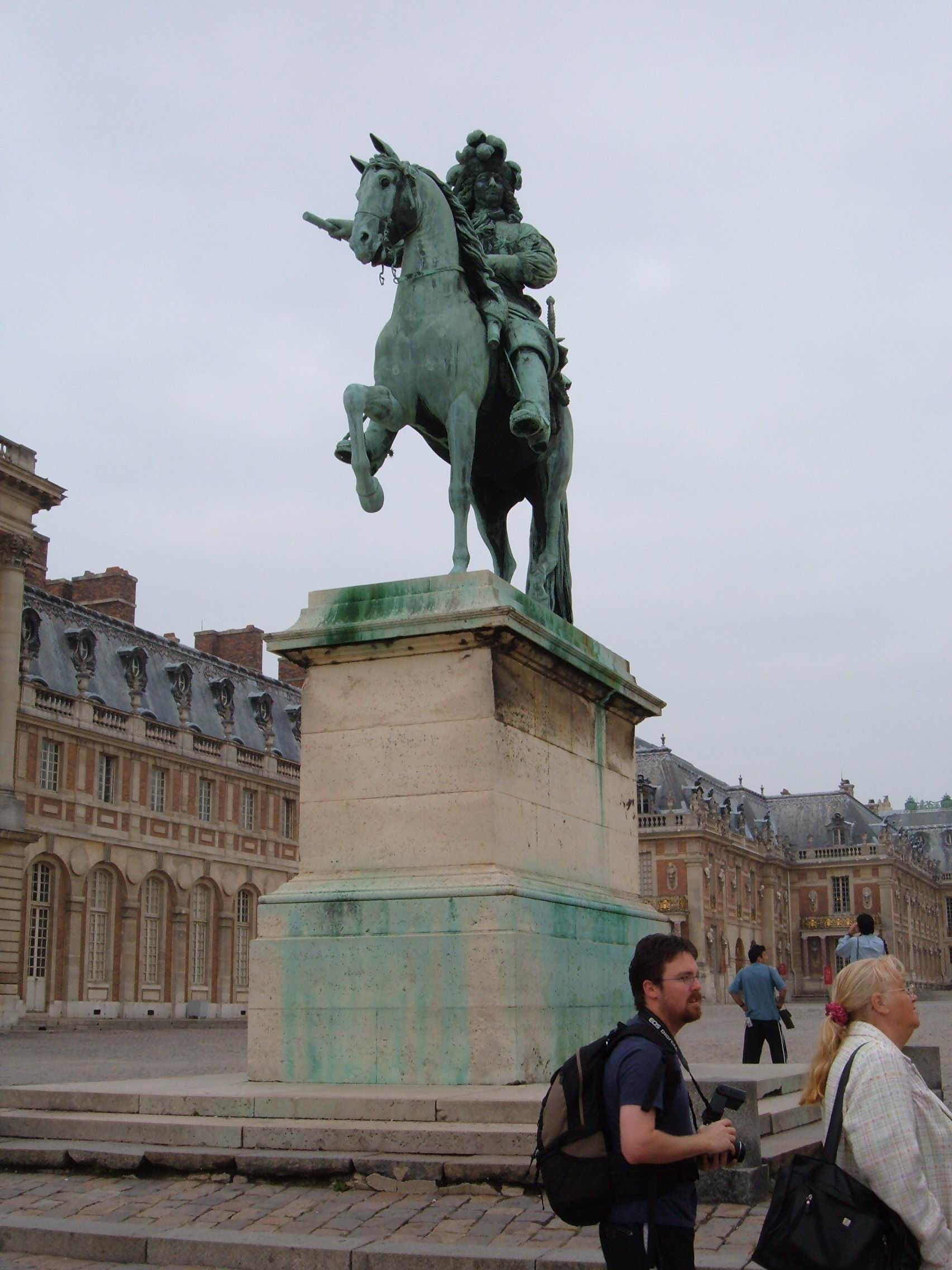
La statue dans la cour d'honneur en 2005.
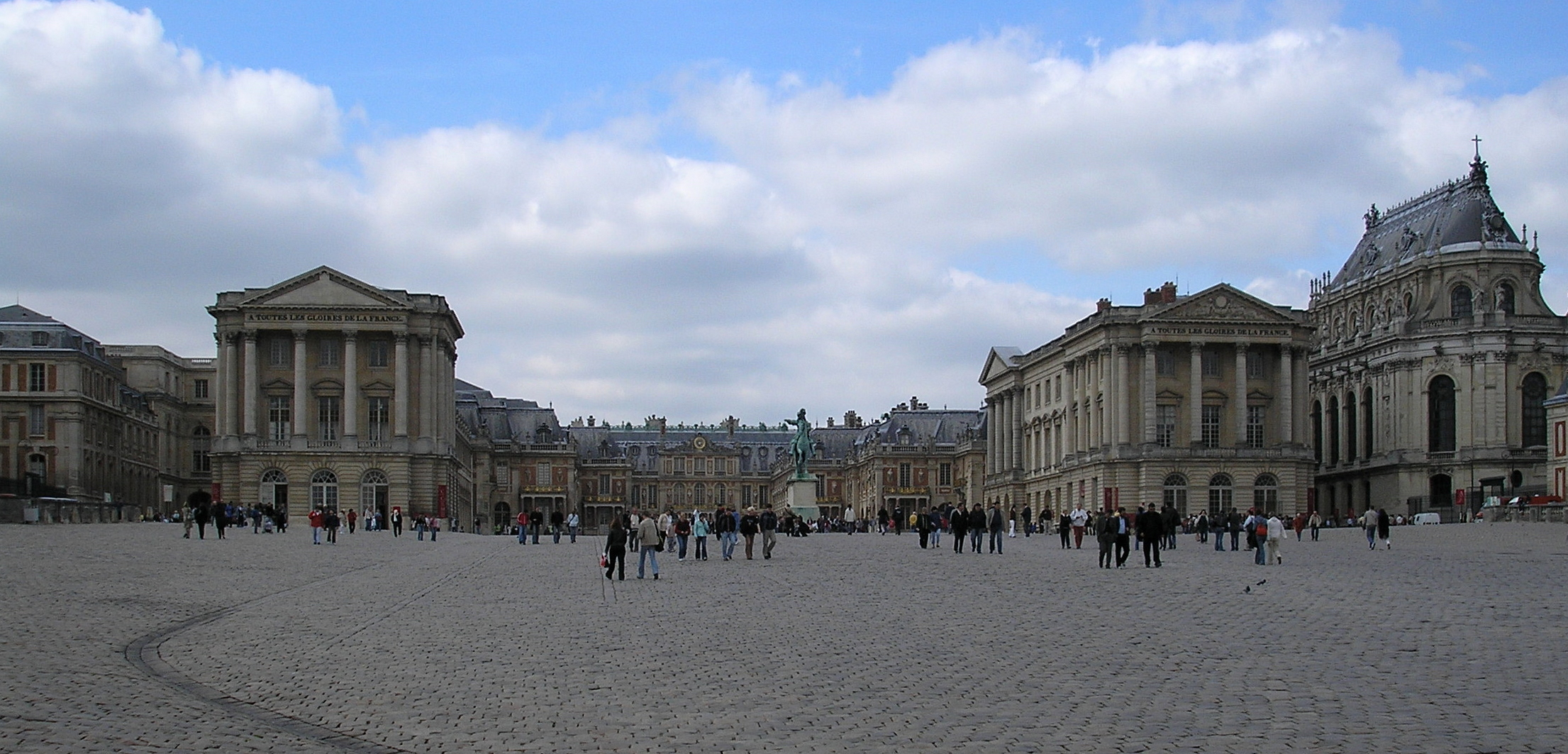
La statue dans la cour d'honneur en 2005. Elle se trouve désormais sur la place d'Armes, 150 mètres en avant, mieux visible depuis l'Avenue de Paris.
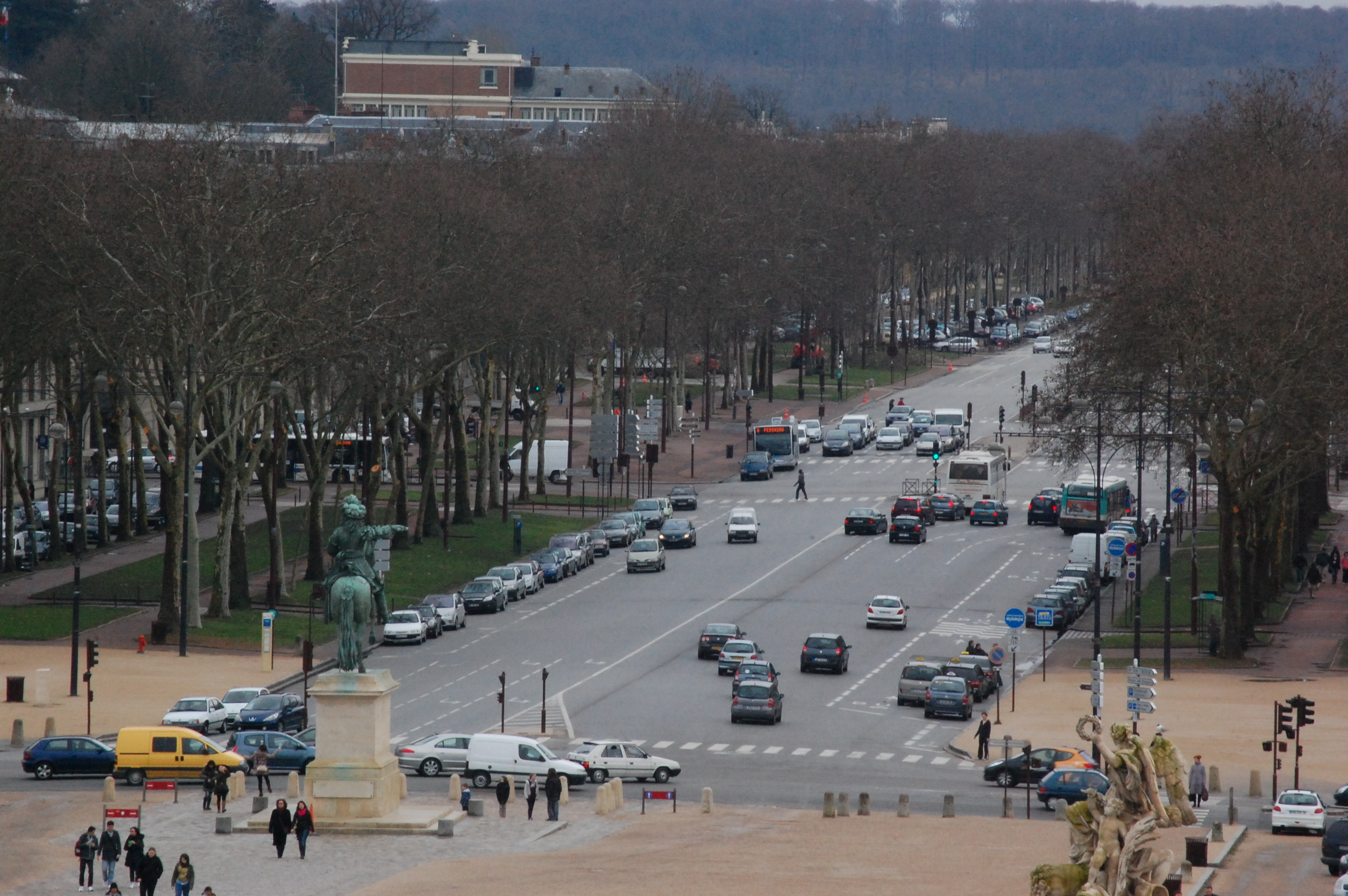
La statue devant l'avenue de Paris.